# Яблоков Олексій Володимирович
Олексій Володимирович Яблоков (рос. Алексей Владимирович Яблоков; 3 жовтня 1933, Москва, Російська РФСР — 10 січня 2017, Москва, Росія) — російський біолог, громадський і політичний діяч. Фахівець у галузі зоології та загальної екології. Член-кореспондент РАН (1984), доктор біологічних наук (1966), професор (1976).
Почесний голова Московського товариства захисту тварин, голова фракції «Зелена Росія» партії «Яблуко».

## Життєпис
У 1956 році закінчив біолого-ґрунтознавчий факультет Московського державного університету ім. М. В. Ломоносова по кафедрі зоології та порівняльної анатомії тварин.
З 1959 року — молодший науковий співробітник і кандидат біологічних наук.
З 1966 року — старший науковий співробітник лабораторії морфології морських ссавців Інституту морфології тварин ім. О. М. Сєверова АН СРСР і доктор біологічних наук.
1967—1989 рр. — старший науковий співробітник, з 1969 р. — завідувач лабораторії постнатального онтогенезу Інституту біології розвитку ім. М. К. Кольцова АН СРСР.
З 1976 р. — професор.
З 1984 р. — член-кореспондент АН СРСР.
1997—2005 рр. — головний науковий співробітник Інституту біології розвитку ім. М. К. Кольцова РАН.
З 2004 р. — радник РАН.
Пішов з життя 10 січня 2017 року.

## Суспільна та політична діяльність
У 1989 р. обраний народним депутатом СРСР від Наукових товариств і асоціацій при АН СРСР. Заступник Голови Комітету по екології Верховної Ради СРСР (1989—1991 рр.).
Засновник і співголова Ґрінпіс СРСР (1989—1991 рр.). Засновник і Голова Президії Московського товариства захисту тварин (з 1987 р.). Віце-президент Ради Міжнародного союзу охорони природи.
З червня 2005 року — голова партії «Союз зелених Росії» («Зелена Росія»). Нині існує як фракція «Зелена Росія» у складі Російської об'єднаної демократичної партії «Яблуко». На ХІІІ з'їзді партії «Яблуко» обраний заступником голови партії.

### Ставлення до анексії Криму та подій на Сході України (2014—2015рр.)
О. В. Яблоков був одним із відомих діячів науки і культури Росії, які на початку березня 2014 року висловили свою незгоду з політикою російської влади в Криму. Свою позицію вони виклали у відкритому листі.
1 березня 2015 року О. В. Яблоков був сфотографований у центрі Москви перед маршем пам'яті Бориса Нємцова. Академік тримав у руках плакат із надписом:
|  | «Я не хочу быть убитым, как Немцов и тысячи в Украине»[7] |.